# Geophysical Research Satellite
Geophysical Research Satellite – amerykański wojskowy satelita naukowy do badań geofizycznych. Zbierał dane o gazach w przestrzeni okołoziemskiej. Przyrządy działały podczas pierwszych 13 okrążeń Ziemi, po czym nastąpiła usterka w układzie zasilania satelity.
Inne nazwy satelity to: CRL-1 (Cambridge Research Laboratories), AFCRL A (Air Force Cambridge Research Laboratories).

## Ładunek naukowy
- Badanie składu przestrzeni okołoziemskiej

Magnetyczny spektrometr masowy do pomiaru rozkładu jonów w górnych warstwach atmosfery. Umożliwiał rejestrację cząstek o stosunku masy do ładunku od 1 do 32
- Analizator jonów

Analizator był czuły na fotoelektrony o energiach do 60 eV i jony dodatnie o energiach do 30 eV
- Badanie szkodliwości promieniowania kosmicznego